# Massimo Allevi
Massimo Allevi (Ascoli Piceno, 23 novembre 1969) è un ex astista italiano.

## Biografia
Nel 1992, dopo aver vinto il suo primo titolo italiano nel salto con l'asta indoor, prese parte ai campionati europei di atletica leggera indoor di Genova, dove si classificò dodicesimo. Nel 1993 conquistò il secondo titolo nazionale, ma questa volta nel salto con l'asta all'aperto.
Dovette attendere fino al 2000 per risalire sul gradino più alto del podio ai campionati italiani assoluti di atletica leggera. L'anno successivo a Beirut fu medaglia d'oro ai campionati mondiali militari di atletica leggera.

## Progressione

### Salto con l'asta
| Stagione | Misura | Luogo   | Data      | Rank. Mond. |
| -------- | ------ | ------- | --------- | ----------- |
| 2002     | 5,37 m | Lisbona | 15-6-2002 | 125º        |
| 2001     | 5,55 m | Beirut  | 1-7-2001  | 53º         |
| 2000     | 5,60 m | Rieti   | 24-6-2000 |             |
| 1999     | 5,40 m | Pescara | 3-7-1999  |             |
| 1998     | 5,40 m | Spoleto | 21-6-1998 |             |
| 1997     | 5,50 m | Caorle  | 28-6-1997 |             |
| 1996     | 5,60 m | Foggia  | 26-6-1996 |             |
| 1995     | 5,40 m | Rieti   | 16-5-1995 |             |
| 1994     | 5,50 m | Rieti   | 21-5-1994 |             |
| 1993     | 5,50 m | Bologna | 3-8-1993  |             |
| 1990     | 5,40 m | Pescara | 12-9-1990 |             |

### Salto con l'asta indoor
| Stagione | Misura | Luogo       | Data      | Rank. Mond. |
| -------- | ------ | ----------- | --------- | ----------- |
| 2001/02  | 5,60 m | Zweibrücken | 1-2-2002  | 28º         |
| 2000/01  | 5,40 m | Modena      | 28-1-2001 |             |
| 1999/00  | 5,50 m | Valencia    | 19-2-2000 |             |
| 1998/99  | 5,40 m | Genova      | 20-2-1999 |             |
| 1997/98  | 5,40 m | Genova      | 7-2-1998  |             |
| 1995/96  | 5,50 m | Castellanza | 18-2-1996 |             |
| 1991/92  | 5,50 m | Genova      | 1-2-1992  |             |

## Palmarès
| Anno | Manifestazione    | Sede   | Evento           | Risultato      | Prestazione | Note |
| ---- | ----------------- | ------ | ---------------- | -------------- | ----------- | ---- |
| 1992 | Europei indoor    | Genova | Salto con l'asta | 12º            | 5,40 m      |      |
| 2001 | Mondiali militari | Beirut | Salto con l'asta | Oro            | 5,55 m      |      |
| 2002 | Europei indoor    | Vienna | Salto con l'asta | Qualificazioni | 5,20 m      |      |

## Campionati nazionali
- 1 volta campione italiano assoluto del salto con l'asta (1993)
- 2 volte campione italiano assoluto del salto con l'asta indoor (1992, 2000)

1992
- Oro ai campionati italiani assoluti indoor, salto con l'asta - 5,50 m

1993
- Oro ai campionati italiani assoluti, salto con l'asta - 5,50 m

1996
- Argento ai campionati italiani assoluti, salto con l'asta - 5,40 m

1998
- Bronzo ai campionati italiani assoluti indoor, salto con l'asta - 5,40 m

1999
- Argento ai campionati italiani assoluti indoor, salto con l'asta - 5,40 m
- Bronzo ai campionati italiani assoluti, salto con l'asta - 5,40 m

2000
- Oro ai campionati italiani assoluti indoor, salto con l'asta - 5,40 m
- Fuori classifica ai campionati finlandesi assoluti di atletica leggera, salto con l'asta - 5,25 m
- 4º ai campionati italiani assoluti, salto con l'asta - 5,20 m

2001
- Argento ai campionati italiani assoluti indoor, salto con l'asta - 5,10 m
- 5º ai campionati italiani assoluti, salto con l'asta - 5,20 m

2002
- 4º ai campionati italiani assoluti indoor, salto con l'asta - 5,20 m
- 4º ai campionati italiani assoluti, salto con l'asta - 5,25 m

## Altre competizioni internazionali
1994
- 5º al Golden Gala ( Roma, 8 giugno 1994), salto con l'asta - 5,40 m